# Mammillaria halbingeri
Mammillaria halbingeri Boed. (укр. Мамілярія халбінгері, Мамілярія Халбінгера) —сукулентна рослина з роду мамілярія (Mammillaria) родини кактусових (Cactaceae).

## Етимологія
Видова назва дана на честь відомого колекціонера рослин з Мехіко Крістіана Халбінгера (ісп. Christian Halbinger, 1884—1976).

## Морфологічний опис
Рослини одиночні, пізніше формують групи.
| Орган              | Опис |
| Коріння            | |
| Стебло             | кулясте до коротко-циліндричного, до 10 см заввишки, в діаметрі 8 см.                                                  |
| Епідерміс          | світло-зелений. |
| Маміли             | конічні до яйцеподібних, без молочного соку.                                                                           |
| Ареоли             | |
| Аксили             | з пухом. |
| Центральні колючки | 2, іноді одна, трохи зігнуті, голчасті, склоподібно-білі до жовтувато-білих, з коричневими кінцями, до 9 мм завдовжки. |
| Радіальні колючки  | 21-28, тонкі, голчасті, склоподібно-білі, завдовжки 5-8 мм.                                                            |
| Квіти              | воронкоподібні, сірчисто-жовті, до 12 мм в діаметрі.                                                                   |
| Бутони             | |
| Зовнішні пелюстки  | |
| Внутрішні пелюстки | |
| Тичинки            | |
| Маточка            | |
| Плоди              | маленькі, білуваті. |
| Насіння            | коричневе. |

## Ареал
Mammillaria halbingeri є ендемічною рослиною Мексики. Ареал зростання охоплює південно-західну частину штату Оахака.

## Екологія
Мешкає на луках і в лісистих долинах (дубові і соснові ліси) на гумусі і серед мохів на висотах від 2 000 до 2 500 м над рівнем моря.

## Використання
Використання невідоме, але цей вид, ймовірно, вирощується як декоративна рослина.

## Охоронні заходи
Mammillaria halbingeri входить до Червоного списку Міжнародного союзу охорони природи видів, даних про які недостатньо (DD). Загрози для цього виду невідомі.
Охороняється Конвенцією про міжнародну торгівлю видами дикої фауни і флори, що перебувають під загрозою зникнення (CITES).

## Систематика
Таксономічно невизначена рослина. Деякі дослідники вважають її окремим видом, інші схильні вважати специфічним різновидом Mammillaria albilanata Backeb.. У первісному описі квіти рослини вказувались жовтими, хоча ті, що пропонувались на продаж, довгий час мали лише пурпурові квіти. Але Альфред Лау і Герхард Корес в 1977, досліджуючи маловідвідувані західні області штату Оахака, виявили колонію рослин з жовтим забарвленням квіток, що зростала дуже близько до місця виростання поширеніших в культурі рослин з пурпуровими квітками. Пурпуровоквіткова, більша колонія визнана тим же самим видом.